# Liverpool Philharmonic Hall
La Liverpool Philharmonic Hall è una sala da concerto in Hope Street, a Liverpool, in Inghilterra. È la sede della Royal Liverpool Philharmonic Society ed è registrata nella Lista del Patrimonio Nazionale dell'Inghilterra come edificio designato di Grado II*. Sul luogo attuale non c'è la sala da concerto originale; l'immobile che l'ha preceduto fu distrutto da un incendio nel 1933 e l'attuale sala fu aperta nel 1939.

## Sala Originale
La Liverpool Philharmonic Society fu fondata nel 1840, ma inizialmente non aveva una sala da concerto permanente. Nel 1844 fu designato l'architetto di Liverpool John Cunningham per progettare i piani per una sala. La richiesta iniziale era di una "sala da concerto" che potesse contenere un pubblico di 1.500 spettatori, che sarebbe costata almeno £ 4.000. Nello stesso anno la richiesta fu aumentata a una "nuova sala da concerto" per ospitare un pubblico di 2.100 persone ed un'orchestra di 250 elementi, oltre ad una "sala per un rinfresco e camere per chi vuole riposare". Gli abbonati furono invitati ad acquistare azioni e posti a sedere lungo i lati della sala. La prima pietra fu posta nel 1846 e fu pensato ad una cantata scritta da Mendelssohn, da suonare in sua presenza in occasione dell'apertura della sala. Mendelssohn non visse abbastanza a lungo per scrivere il lavoro.
La sala costò £ 30.000 e fu inaugurata il 27 agosto 1849 accompagnata da una lunga settimana di festa. Un corrispondente di The Times riferì che era "una delle sale più belle e più adatte alla musica dove io sia mai entrato". Il corrispondente descrisse l'interno:
Secondo il Grove Dictionary of Music and Musicians, la sala era universalmente nota per avere una superba acustica. Un nuovo organo fu installato nella sala nel 1930 ad un costo di £ 2.000.
La sala da concerto ha continuato ad essere la sede della società fino a quando un incendio scoppiò durante la serata del 5 luglio 1933. Nonostante gli oltre 100 vigili del fuoco che affrontarono il fuoco, la sala ed il nuovo organo furono danneggiati in modo irreparabile. Oltre 10.000 persone stavano in piedi nelle strade attorno alla sala per vedere il fuoco. Non ci furono feriti gravi - la sala è stata chiusa per quel giorno - anche se due ragazzi caddero in cantina mentre guardavano il fuoco e un certo numero di spettatori svennero o ebbero un collasso. Il giorno successivo il presidente della Società Filarmonica annunciò che la sala sarebbe stata certamente ricostruita, dicendo che fino a quel momento avrebbero avuto bisogno di trovare una sala sostitutiva in cui suonare. La sala contiene una serie di libri autografi risalenti al 1848; questi erano contenuti in una cassetta di sicurezza a prova di fuoco e quindi al sicuro con le immagini autografate ed alcuni strumenti, anche se la libreria musicale è andata persa. L'edificio era assicurato e gli assicuratori pagarono £ 84.000 per la sala stessa, £ 9.503 per gli altri beni e £ 6.000 per la perdita del noleggio di due anni. Non si è mai saputa la causa esatta del fuoco; solo che ebbe origine nel tetto dell'edificio. Il giorno successivo ebbero inizio i lavori di demolizione delle rovine del palazzo.

## Sala Attuale

### Storia

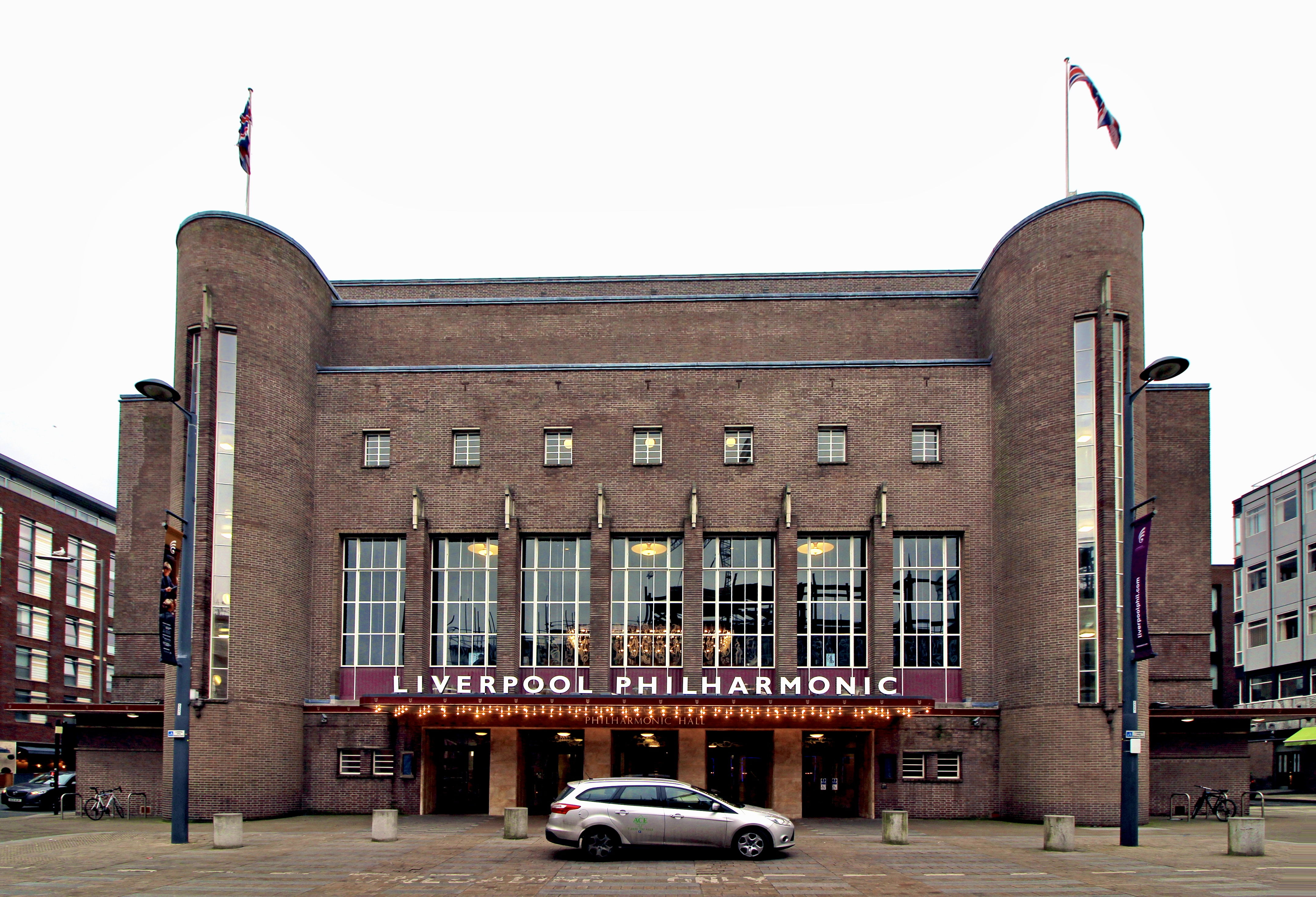
The building's facade.

La costruzione di una nuova sala fu ritardata dalle esigenze della Liverpool City Corporation, che annunciò che non avrebbe appoggiato la costruzione di un locale da adibire solo a sala da concerto. La corporazione chiese un auditorium adatto sia per il cinema che per il teatro. Seguì una polemica con un'opposizione verbale alla posizione della corporazione, guidata dal decano dei direttori britannici, Sir Henry Wood. Fu raggiunto un compromesso e nel giugno del 1937 iniziarono i lavori.
Herbert J. Rowse fu incaricato di progettare una nuova sala nel sito della sala precedente. Il progetto di Rowse era in stile Streamline Moderno. Esso comprendeva un organo costruito dalla ditta di Liverpool Rushworth e Dreaper con una console che poteva essere abbassata dal palcoscenico. La sala fu aperta ufficialmente il 19 giugno 1939 e inaugurata il giorno dopo con un concerto diretto da Sir Thomas Beecham. The Manchester Guardian commentò: "Il magnifico omaggio che Liverpool ha pagato alla causa della musica in Inghilterra quasi toglie il fiato... una sala di grandi dimensioni, proporzioni nobili e un arredamento ammodernato ... pronto a prendere il suo posto tra le più eminenti sedi della cultura musicale in questo o in qualsiasi altro paese". Il costo finale della sala era un po' più di £ 120.000 e l'architetto fu pagato £ 6.869. Fu aggiunta un'estensione alla parte posteriore della sala che fu completata nel 1992, progettata da Brock Carmichael Associates. Una ristrutturazione completa della sala è stata effettuata nel 1995 ad un costo di 10,3 milioni di £. Ciò comprese la sostituzione completa degli interni in fibra di gesso con il calcestruzzo, realizzata ancora una volta da Brock Carmichael, in collaborazione con la società di consulenza acustica Lawrence Kirkegaard Associates. Un violinista locale, John Frederick Clarke, che faceva parte della famosa Orchestra RMS Titanic e gli altri membri della band che morirono durante affondamento della nave nel 1912, sono tutti commemorati in una lapide all'interno della Philharmonic Hall.
Un ulteriore aggiornamento, del costo di circa 14 milioni di £, fu completato nel mese di ottobre 2015, prima di tutto ristrutturando la sala da concerto principale e l'auditorium, e quindi aggiungendo un nuovo spazio per spettacoli chiamato la Music Room.

### Architettura
La sala è costruita con mattoni a vista fulvi e nel complesso è su tre piani. Ha una facciata simmetrica con un ingresso a baldacchino fiancheggiato da torrette di scale semicircolari. Sopra l'ingresso vi sono sette finestre che sono separate da pilastri sormontati da motivi astratti scolpiti. Al di fuori della sala e separato da esso sono due pilastri per l'esposizione dei manifesti. Gli storici dell'architettura Pollard e Pevsner e l'autore della descrizione nella Lista del Patrimonio Nazionale per l'Inghilterra concordano sul fatto che il progetto della sala è stato influenzato dall'architetto olandese W. M. Dudok.
Le finestre sopra il baldacchino contengono vetro acidato di Hector Whistler. I pannelli in vetro delle porte di Whistler, originari del palazzo, e raffiguranti strumenti musicali in stile art déco, erano presenti su Antiques Roadshow di BBC One, nel marzo 2015. Tredici pannelli di vetro Pilkington erano stati acquistati da un mercato in Francia da un commerciante di Liverpool, che aveva manifestato interesse a donare un po' ai musei locali. All'interno dell'ingresso della sala vi è un memoriale di rame per i musicisti del Titanic di J. A. Hodel e sui pianerottoli ci sono bassorilievi dorati di Apollo di Edmund C. Thompson. La sala all'interno è "sensualmente curva". Sulle pareti di ogni lato sono incise figure femminili in stile art deco che rappresentano stati d'animo musicali, anche di Thompson. Sulla parete di fondo sopra la piattaforma vi era una struttura cinetica, denominata Adagio, progettata da Marianne Forrest nel 1995; tuttavia questa è stata spostata nella vicina Biblioteca Harold Cohen presso l'Università di Liverpool nel 2016.
La sala contiene un organo a canne a 3 tastiere, costruito da Rushworth e Dreaper, con una console su una piattaforma di sollevamento che può essere riprodotta sul palco o dalla zona sottostante il palco, e uno schermo cinematografico Walturdaw.

## Utilizzo attuale
La sala mette in scena circa 250 eventi ogni anno, di cui più di 60 sono concerti di musica classica. Gli altri spettacoli comprendono musica di tutti i generi, comici e film proiettati sullo schermo Walturdaw. Sono organizzati tour della sala ed essa può essere prenotata per eventi aziendali o privati, compresi matrimoni.